# Galen Marek

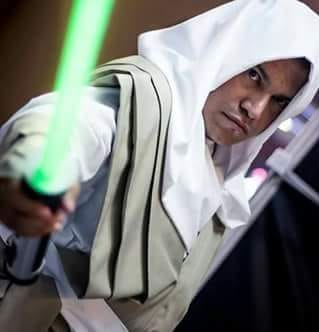

Galen Marek – codenaam Starkiller – is een personage uit de Star Warsfranchise. Hij komt voor in het multimediaproject The Force Unleashed, dat zich afspeelt tussen de films Star Wars: Episode III: Revenge of the Sith (2005) en Star Wars: Episode IV: A New Hope (1977).
Marek was de zoon van twee Jedi. Hij werd als leerling door Darth Vader meegenomen na de Great Jedi Purge en werd Vaders Geheime Leerling. Uiteindelijk zocht en vond Marek zijn eigen lotsbestemming.

## Biografie

### Vaders Leerling
Nadat zijn vader Kento Marek en zijn moeder Mallie Marek in de Jedi Purge om het leven kwamen op Kashyyyk, werd Galen als kind door Darth Vader meegenomen om als geheime leerling te dienen. Vader trainde Marek, die de codenaam Starkiller kreeg, om alle overlevende Jedi te kunnen uitroeien en uiteindelijk ook Vaders eigen meester Keizer Palpatine/Darth Sidious. Als metgezel kreeg Starkiller PROXY, een prototype Droid die via hologramtechnologie allerlei gedaanten kon aannemen en door Vader was opgedragen om Starkiller proberen te doden. Op die manier zou hij steeds op zijn hoede moeten zijn voor gevaar.
De Regel van Twee verhinderde echter dat Starkiller een echte Sith werd wat betreft naam en zelfs Darth Sidious wist niet van zijn bestaan. Zijn bestaan moest een geheim blijven, wat inhield dat hij nooit getuigen mocht laten leven van zijn acties, zelfs Stormtroopers moesten eraan geloven. Met zijn schip, de Rogue Shadow, reisde Starkiller het hele universum door en versleet hij de ene piloot na de andere. Vader wees Juno Eclipse aan Starkiller toe, een van de beloftevolle piloten van het Galactische Keizerrijk.

### Missies voor Vader
De eerste echte missie van Starkiller met Juno Eclipse was het opsporen van generaal Rahm Kota die een TIE Fighter Construction Facility aanviel boven Nar Shaddaa. Het doel van Kota's aanval was Darth Vader uit zijn tent lokken. Kota vermoedde dat Vader zijn leerling zou sturen en nadat deze zou zijn gedood, zou Vader wel zelf komen. Starkiller was echter sterker dan verwacht en in een duel versloeg hij Kota. Hij verblindde hem en Kota viel in de ruimte.
Darth Vader achtte Starkiller echter nog lang niet klaar voor het grote werk. In de Jedi Tempel op Coruscant moest Starkiller het opnemen tegen een hologram van de Pau'an Sith Lord Darth Desolous terwijl de stem van Qui-Gon Jinn hem aanraadde om zijn haat te laten varen.
Nadat Starkiller Desolous had verslagen, stuurde Vader hem naar Raxus Prime om de doorgedraaide Kazdan Paratus te doden. Paratus was niet meer goed bij zijn verstand na Bevel 66 en had een hele Jedi Tempel nagemaakt op Raxus Prime met Droids en liet zijn domein bewaken door Scrap Guardians, Junk Golems en Junk Titans. Paratus zelf werd in een duel ook verslagen door Starkiller.
Starkiller voelde zich klaar om zijn opleiding af te ronden, maar Vader stuurde hem opnieuw naar de Jedi Tempel om er een hologram van Darth Phobos te bekampen. Deze Sith Lord nam de gedaante aan van Juno Eclipse om Starkiller te verwarren. Zij meende immers dat Starkiller gevoelens had voor Eclipse.
De eerste echte missie volgens Vader was het uitzoeken van Shaak Ti op Felucia waar ze na Bevel 66 teruggetrokken leefde met Maris Brood en de Felucians. Na een strijd tegen de Felucians met hun Bull Rancors, kon Starkiller het opnemen tegen Shaak Ti aan een enorme Sarlacc, genaamd de Ancient Abyss. Shaak Ti leek Starkiller te overwinnen maar op het einde barstte Starkiller uit in een woedeaanval die Shaak Ti verzwakte waarna ze in de Sarlacc viel.
Toen Starkiller bij Darth Vader ging rapporteren in de Executor in ontwikkeling, ontdekte hij de aanwezigheid via een Hologram van Darth Sidious. Het plan om de Keizer omver te werpen had gefaald. De Keizer beval Vader om Starkiller te doden. Hij stak zijn lichtzwaard door Starkiller en gooide hem in de open ruimte.

### Missies voor de Rebellen
Toen Marek zo'n 6 maanden later ontwaakte, bevond hij zich in de Empirical, een speciaal schip van Darth Vader. Vader vertelde aan Starkiller dat de Keizer moest geloven dat hij dood was omdat hun plan anders nooit kon worden uitgewerkt. Bovendien zei hij aan Starkiller dat hij nu officieel dood was en al zijn banden moest doorknippen met zijn verleden. Zijn nieuwe missie was om de vijanden van de Keizer te verzamelen om hen uit hun tenten te lokken. Vader gaf Starkiller Kota's lichtzwaard.
Starkiller moest zich haasten want de Empirical stond op het punt om neer te storten in een nabijgelegen zon. PROXY vertelde aan zijn vriend dat ook Juno Eclipse zich aan boord van het schip bevond. Net op tijd kon Starkiller de pilote redden en konden ze ontsnappen uit het schip.
De eerste missie van Starkiller als Rebel was het vinden van Rahm Kota. Starkiller voelde dat Kota niet was gestorven na hun duel boven Nar Shaddaa. Starkiller vond een dronken en blinde Kota in de atmosfeer van de planeet Bespin op Cloud City in een bar. Kota - die niet kon zien wie Starkiller was - vertelde dat hij een contact had in de Imperial Senate die hen zou kunnen helpen. Op Kashyyyk zou Starkiller echter een missie moeten vervullen die de steun van de contactpersoon zou garanderen. Op de Wookiee thuisplaneet ontdekte hij Leia Organa, de pleegdochter van Bail Organa. Ze werd door het Keizerrijk in de gaten gehouden op Kashyyyk om zo gezegd de Kashyyyk Skyhook te controleren. Belangrijker voor Starkiller was dat hij op Kashyyyk de hut ontdekte waarin hij en zijn vader hadden gewoond. Het was de plaats waar Darth Vader zijn vader had vermoord en waar hij als kind was meegenomen door Vader. Na dit visioen kende Starkiller zijn herkomst en werd de persoon Galen Marek steeds sterker dan Starkiller.
Terug aangekomen in de Rogue Shadow en na het vernietigen van de Skyhook, eiste Starkiller van Rahm Kota de naam van zijn contactpersoon. Bail Organa had Kota gevraagd om hem te helpen in zijn strijd tegen het Keizerrijk maar Kota had geweigerd. Nu was Organa verdwenen, maar Kota vermoedde dat de Senator zich op Felucia kon bevinden omdat Organa Shaak Ti wilde rekruteren. Juno en Starkiller wisten uiteraard wat dit betekende aangezien Shaak Ti was gedood door Starkiller.
Felucia was nu helemaal omgeven door de Duistere Kant onder invloed van Maris Brood, de Padawan van Shaak Ti. Na de dood van haar meester, kon Maris haar Duistere Kant niet langer meer bedwingen en beïnvloedde zij de Felucians en de natuur op de planeet met haar negatieve energie. Starkiller ontdekte dat de gigantische Sarlacc waar Shaak Ti in gevallen was, nu zelf dood en aan het rotten was. Hij ontdekte Bail Organa in een Rancorkerkhof. Maar Starkiller kreeg de Senator niet zomaar mee. Maris Brood wilde Organa ruilen tegen een confrontatie met Darth Vader en stuurde haar Bull Rancor op Starkiller af. Dit beest bleek bijna onoverwinnelijk maar uiteindelijk vernietigde Starkiller de kop van het dier. Ook met Maris had hij het niet makkelijk maar eens hij haar angst voelde, kon hij haar overwinnen. Hoewel Organa aanraadde om haar te doden, liet Starkiller Brood in leven. Ze wilde terugkeren uit de Duistere Kant en zou sowieso moeten boeten voor alle zonden die ze had gemaakt tijdens haar verblijf op Felucia.
Om de Keizer uit zijn tent te lokken, zocht Starkiller een symbool dat de aandacht zou trekken. De Raxus Prime Star Destroyer Shipyards zouden een goed voorbeeld zijn. Via een Ore Cannon - dat normaal gezien grondstoffen in de ruimte vuurde om te helpen bij de constructie - vuurde hij op een van de Star Destroyers die de scheepswerven vernietigde en neerstortte op Raxus Prime. Starkiller kon met de Kracht de koers afweren zodat hij niet werd gedood door het enorme schip. Meteen daarna moest hij PROXY bekampen die onder controle stond van de Kern van Raxus Prime, net zoals alle Droids. Uiteindelijk slaagde Starkiller in zijn opdracht en nam een beschadigde PROXY weer mee naar de Rogue Shadow.
Ondertussen was Juno te weten gekomen dat Starkiller nog steeds voor Darth Vader werkte. Ze had gehoopt dat hij na al hun avonturen zijn ware aard aan het tonen was. Juno was ontgoocheld in Starkillers beslissing maar vond af en toe een opening in zijn gedrag waardoor ze bleef hopen op een positief einde. Ook Starkiller zelf geloofde nog in een relatie met Juno. Hij werd tussen twee werelden gehouden, die van de Rebellenalliantie en die van het Keizerrijk. Hij haatte de Keizer en hield van Juno Eclipse.
Na zich hebben verborgen, was het moment eindelijk aangebroken om samen te komen. Op Corellia had Bail Organa de hulp ingeroepen van Mon Mothma en Garm Bel Iblis om de Rebellenalliantie officieel in leven te roepen met de Corellian Treaty. Ook een nuchtere Rahm Kota woonde de meeting bij, net als Starkiller, Juno en PROXY die de gedaante van Leia Organa had aangenomen. Plotseling viel het Keizerrijk echter binnen en de troepen werden door Darth Vader persoonlijk geleid. De Senators werden gevangengenomen en Starkiller werd als een verrader beschouwd. Nochtans ging Vader zijn leerling te lijf nadat hij Kota tijdelijk had uitgeschakeld met een Force Choke. PROXY gaf Juno de raad om zich klaar te houden terwijl hij Starkiller zou beschermen.
PROXY werd als Obi-Wan Kenobi snel door Darth Vader neergestoken maar ondertussen had Starkiller kunnen ontsnappen. Hij was van de berg gevallen maar leefde nog toen Juno Eclipse hem kwam ophalen met de Rogue Shadow nadat Darth Vader was vertrokken. Starkiller vertelde aan Juno dat zijn echte naam Galen was. In het schip voerde Galen een meditatie uit om te zien waar het Keizerrijk de Rebellenleiders had gebracht. Galen wilde nog steeds de Keizer doden en nu ook Darth Vader hem alweer had verraden, was de maat vol.
De Rogue Shadow vloog naar het Horuz System waar Galen de Death Star had gezien in een visioen. Toen ze landden, deelden Juno en Galen hun enige en meteen ook laatste kus. Juno vroeg hem of hij zou terugkeren maar Galen antwoordde simpelweg 'waarschijnlijk niet'. Op de Death Star liet Galen een groep Wookiee slaven vrij om tumult te veroorzaken. Dankzij vier Wookiees bereikte hij de structuur van de Superlaser waar de Keizer de gevangen leiders had gebracht in een soort koepel. Galen realiseerde zich dat de Keizer alles had gepland en niet Vader uiteindelijk. Vader was net als hijzelf een pop van Keizer Palpatine die door hem werd gekneed. Darth Vader en Galen vochten hun laatste duel uit waarin deze keer Galen als overwinnaar uitkwam. Vaders pantser werd erg beschadigd in het duel en Keizer Palpatine gaf het bevel aan Galen om Vader te doden. Rahm Kota brak op dat moment vrij en ging de Keizer te lijf waarop deze reageerde met Krachtbliksem. Galen brak los van de psychologische greep van de Keizer en ging hem nu zelf te lijf. Toen de Rogue Shadow tevoorschijn kwam, ontsnapten alle leiders in het schip. Galen offerde zich op om zijn nieuwe vrienden en Juno te redden. Het universum had nu een nieuwe hoop om verder op te bouwen. Galen stierf toen door de Kracht de hele constructie in elkaar stortte van het privévertrek van de Keizer. Vader en de Keizer realiseerden zich dat ze een te gevaarlijk spel hadden gespeeld en dat hun plan om de Rebellenleiders uit te schakelen mislukt was. Hoewel ze nu met zekerheid hun vijanden kenden, raadde Keizer Palpatine aan om nog even geduld te hebben om ze te doden.

### De eerste Rebel
Galen werd op Kashyyyk door de rebellenleiders herdacht en het symbool van Starkillers familie zou door het leven gaan als het embleem van de Rebellenalliantie, de Alliance Starbird. Juno was verdrietig om het heengaan van Galen. Rahm Kota troostte haar door te zeggen dat hij altijd al wist wie Starkiller precies was en dat hij dus ook wist dat hij de voormalige leerling van Vader was. Hij behield zijn hoop in Starkiller omdat hij altijd al één groot licht had gevoeld in Starkiller. Dat licht was Juno Eclipse.

### Confrontaties
Starkiller kwam in de diverse missies verschillende "vijanden" tegen, waartegen hij het moest opnemen. In volgorde:
- Rahm Kota bij Nar Shaddaa
- Darth Desolous op Coruscant
- Kazdan Paratus op Raxus Prime
- Darth Phobos op Coruscant
- Shaak Ti op Felucia
- Ozzik Sturn op Kashyyyk
- Maris Brood op Felucia
- Keizers Shadow Guard op Raxus Prime
- PROXY op Raxus Prime (onder invloed van de Kern)
- Darth Vader op Corellia
- Darth Vader op de Death Star
- Darth Sidious op de Death Star

## Trivia
- Galen Marek is een gastpersonage in het spel Soulcalibur IV, samen met Yoda en Darth Vader.
- Marek's Sithnaam, "Starkiller", was de naam die oorspronkelijk door George Lucas was bedacht voor de protagonist uit Star Wars: Episode IV: A New Hope alvorens dit werd veranderd naar Luke Skywalker.

## Bron
- Galen Marek op Yodapedia - Origineel artikel